# NGC 1784
NGC 1784 je galaksija u zviježđu Zecu.

## Vanjske poveznice
- SEDS: NGC 1784